# Agustín Castilla-Ávila
Agustín Castilla-Ávila (* 15. Juni 1974 in Jerez de la Frontera, Spanien) ist ein spanischer Komponist.

## Leben und Wirken
Agustín Castilla-Ávila wurde in Jerez de la Frontera geboren, wo er am Konservatorium seine musikalische Ausbildung begann. Danach studierte er am Conservatorio Superior de Sevilla bei Josefina Calero und schloss mit dem Titulo Superior de Guitarra ab. 1998 erhielt er ein Stipendium der Fundación La Caixa und des British Council für ein Magisterstudium am London College of Music bei dem Gitarristen Carlos Bonell. Anschließend erwarb er ein Postgraduate Diplom und ein Masters Degree bei Robert Brightmore und David Miller an der Guildhall School of Music. 2001 absolvierte er ein Postgraduate Studium für Gitarre bei Isabel Siewers an der Universität Mozarteum Salzburg. Parallel dazu studierte er bei Frank Koonce ein Doctorate in Musical Arts Studium an der Arizona State University; dort war er auch als Lehr-Assistent tätig. Komposition studierte er ab 2004 bei Adriana Hölszky und bei Reinhard Febel am Mozarteum. Auch bei Alexander Müllenbach am Conservatoire du Luxembourg studierte er Komposition.
Er besuchte Gitarrenmeisterkurse unter anderem bei D. Russell und M. Barrueco, R. Dyens u a. Kompositionsmeisterkurse hat er bei S. Sciarrino, T. Marco, C. Halffter, A. Posadas, J. Kaipainen, J. Tiensuu, K. Schwertsik u. a. besucht. 1994–95 war er der jüngste Gitarrenprofessor am Conservatorio Profesional de Ceuta und 1995–98 hat er am Conservatorio Elemental de Lucena in Spanien unterrichtet.
Er wirkte als Komponist beim IV. und V. Bolivar Hall Guitar Festival London, Guildhall Contemporary Music Festival, Salzburg Strings Festival, Biennale Salzburg, Aspekte Salzburg, West-Östlicher Einklang Symposium 2007, Stadtfestwoche Hallein 2007, stART 2007, Rocník Medzinárodného Festivalu Banska Bystrica, IG Nacht der Komponisten, New Faces New Dances 2008 Salzburg, Österreichische Woche der Mikrotonalen Musik, Internationales Gitarren-Festival Hallein, Sävellyspaja-Avanti! 2009, Spanish Evenings in San Petersburg, Festspiele Europäische Wochen Passau, International University of Santo Tomás Guitar Festival in Manila, FIMna, Kongress Mikrotonalität Stuttgart, Sommerakademie Salzburg, Dark Days Festival Reykjavik, Passauer Saiten, Kibla Maribor, Schlossfestspiele Marburg etc. mit.
2013 bekommt er vom Land Salzburg das Jahresstipendium für Musik.
Seine Musik wurde von D. Russell-Davies, S. Fontanelli, J. Kalitzke, T. Ceccherini, A. Soriano, H. Lintu (Avanti! Chamber Orchestra), H. Schellenberger (Real Orquesta Sinfónica de Sevilla), K. Hiller, C. Chamorro u. a. dirigiert und von ORF in Österreich aufgenommen. Yvonne Zehner, Jeff Copeland, Joseph Mirandilla, Gunnar Berg Ensemble u. a. haben seine Musik auf CD aufgenommen. Er hat bei Doblinger Verlag, Trekel Verlag, Da Vinci Edition, Verlag Neue Musik und Bergmann Edition publiziert.
Er ist Vize-Präsident der Internationalen Gesellschaft für Ekmelische Musik in Österreich. Er hielt Vorträge am Sankt Petersburg Konservatorium, Escuela Reina Sofia in Madrid, Guildhall School of Music and Drama in London, Yong Siew Toh Conservatory of Music in Singapur und anderen wichtigen musikalischen Zentren.
Er hat Werke für verschiedene Kombinationen komponiert, von solo bis Orchester, Choreographien, Theater oder fünf Kammeropern.

## Bibliographie
- Aguzzi, Andrea. Interview with Agustin Castilla-Avila. Neuguitars Blog, July 2017 (online)

- Bartos, Katarzyna: Zakomponowac. In Sound Ambiguity 2. Wrocław, 2015.

- Castilla-Ávila, Agustín: Agustín Castilla-Ávila on his music. In Collegium Musicum Magazine Lviv, Ukraine. Collegium Musicum, December 2015 (online)

- Castilla-Ávila, Agustín: Microtonality on the Guitar: Castilla-Ávila´s  36 Divisions of the Scale. In Sound Ambiguity 3. Wrocław, 2016.

- Castilla-Ávila, Agustín: Still-Leben mit Stille/Still Life with Silence. Mackinger Verlag, 2018.

- Castilla-Ávila, Agustín: The Guitar and the instrumental Techniques Interchange. In Sound Ambiguity 4. Wrocław, 2018.

- Castilla-Ávila, Agustín: The Value of Music and the Value of Silence. In Research on Contemporary Composition Conference. University of North Georgia, 2017.

- Castilla-Ávila, Agustín: The Value of Music and the Value of Silence. In Sound Ambiguity 4. Wrocław, 2018.

- Castilla-Ávila, Agustín: Writing Microtones for Guitar. In Collection on theory and practice of microtonal music in Central and Eastern Europe. Ljubljana University Press, 2018 (In Preparation).

- Gratzer, Wolfgang, Über musikalische Polyciopie und Demokratisierung, Agustín Castilla-Ávila (Salzburg) im Gespräch mit Wolfgang Gratzer. In Proben-Prozesse. Br: Rombach Freiburg 2018.

- Jewanski, Jörg and Düchting, Hajo. Musik und Bildende Kunst im 20. Jahrhundert: Begegnungen, Berührungen, Beeinflussungen. Kassel University Press, 2009.

- Jedrzejewski, Franck. Dictionnaire des Musiques microtonales. Editions L’Harmattan. Paris 2014.

- Melcher, Iris: Porträt-Interview: Agustín Castilla-Ávila. In Gitarre Aktuell 2011, No. 4, (115).

- Schneider, John: The contemporary guitar. Rowman & Littlefield Publishers, 2015

## Publikationen
- Caged Music I.  Bergmann Edition Copenhagen

- Caged Music II.  Bergmann Edition Copenhagen

- Caged Music II (Violin and piano version). International Ekmelic Music Society Edition

- Caged Music III.  Bergmann Edition Copenhagen

- Caged Music IV.  Bergmann Edition Copenhagen

- Chakrale Landschaft mit Herz.  Da Vinci Edition Osaka

- Es war einmal. International Ekmelic Music Society Edition

- Etimología del Diálogo.  Da Vinci Edition Osaka

- Five O´clock. Doblinger Verlag Vienna

- Hurrian Song.  Verlag Neue Musik Berlin

- Justos Weg.  Da Vinci Edition Osaka

- Laura´s Song.  Doblinger Verlag Vienna

- Once. Bergmann Edition Copenhagen

- Picassienne.  Doblinger Verlag Vienna

- Preludio y Postludio.  Bergmann Edition Copenhagen

- Presentimiento.  Doblinger Verlag Vienna

- Tres Momentos Microtonales.  Bergmann Edition Copenhagen

- Tambores y Tamboras.  Joachin Trekel Verlag Hamburg

- The Noble Truths.  Verlag Neue Musik Berlin

- Tres Tristes Trios.  Verlag Neue Musik Berlin

- Unfantasy me.  Da Vinci Edition Osaka

CDs
- „Arvoles yoran por luvyas“ für Mezzosopran und Kammerensemble. Maria Hegele und Ensemble Acrobat. „Erinnern für die Zukunft“. IG Komponisten Edition, Österreich.

- “Aufs Paradies”, (Porträt CD). Yvonne Zehner (Guitar), Peter Baumgardt (Speaker), Andronikos Karamperis (Guitar), Noiz Guitar Duo and Athenaeum Guitar Trio. Coproduction with Festspiele Europäische Wochen Passau, Germany.

- “Caged Music II”  for 2 Guitars. Noiz Guitar Duo. KSG Publishing, Germany.

- “Duerme Tesoro”  for Mezzo-soprano, Violin and Guitar. Gudrun Olafsdottir and Roncesvalles Duo. Abu Records, Iceland.

- “Il Velo di Iside”  for microtonal Guitar. Giacomo Fiore. Spectropol Records, USA.

- “Landschaft am See mit Kometen”  for Flute, Violoncello and Guitar. Gunnar Berg Ensemble, Edition 7, Austria.

- “Nostalgia”  (Porträt CD). Katharina Schwarz (Soprano), Bernd Lambauer (Tenor), Yvonne Zehner (Guitar), Barbara Blumenstingl (Flute). Zay Records, Germany.

- “Once” and “Preludio und Postludio” for solo Guitar. Detlev Bork. La mà de guido,  Spain.

- “Preludio para antes de la Música“ und „Danza”, for Guitar Quartet. Mexican Guitar Quartet. Victoria Records, Mexico.

- “Sakura“ und „Tres Momentos Microtonales”, for microtonal Guitar. Joseph Mirandilla. Zay Records, Germany.

- “Suite Veleña”  for solo Gitarre. Jeff Copeland. OE, USA

DVDs
- “Unfantasy me!” for String Quartet. Acrobat Ensemble. “20 Jahre IG Komponisten” University Mozarteum Productions, 2012, Austria

- “Höre, so lebt deine Seele” for Choir. Belcanto Chor Salzburg. “Nacht der Komponisten 2012” University Mozarteum Productions, 2013, Austria